# Salinator fragilis
Salinator fragilis is een slakkensoort uit de familie van de Amphibolidae. De wetenschappelijke naam van de soort is voor het eerst geldig gepubliceerd in 1822 door Lamarck.